# Kanton Sarrebourg
Sarrebourg is een kanton van het Franse departement Moselle. Het kanton maakt deel uit van het arrondissement Sarrebourg-Château-Salins. Het heeft een oppervlakte van 490.79 km² en telt 30 118 inwoners in 2017, dat is een dichtheid van 61 inwoners/km²

## Gemeenten
Het kanton Sarrebourg omvatte tot 2014 de volgende 23 gemeenten:
- Barchain
- Bébing
- Brouderdorff
- Buhl-Lorraine
- Diane-Capelle
- Harreberg
- Hartzviller
- Haut-Clocher
- Hesse
- Hommarting
- Hommert
- Imling
- Kerprich-aux-Bois
- Langatte
- Niderviller
- Plaine-de-Walsch
- Réding
- Rhodes
- Sarrebourg (hoofdplaats)
- Schneckenbusch
- Troisfontaines
- Walscheid
- Xouaxange

### Kantonale herindeling
Bij de herindeling van de kantons bij decreet van 18 februari 2014, met uitwerking in maart 2015, werden de gemeenten Barchain, Brouderdorff, Harreberg, Hartzviller, Hesse, Hommert, Niderviller, Plaine-de-Walsch, Schneckenbusch, Troisfontaines, Walscheid en Xouaxange overgeheveld naar het kanton Phalsbourg.
Ook werden de kantons Fénétrange en Réchicourt-le-Château opgeheven en de gemeenten opgenomen in het kanton Sarrebourg. 

### Huidige indeling
Het kanton Sarrebourg omvat sinds 2015 de volgende 46 gemeenten:
- Assenoncourt
- Avricourt
- Azoudange
- Bébing
- Belles-Forêts
- Berthelming
- Bettborn
- Bickenholtz
- Buhl-Lorraine
- Desseling
- Diane-Capelle
- Dolving
- Fénétrange
- Fleisheim
- Foulcrey
- Fribourg
- Gondrexange
- Gosselming
- Guermange
- Haut-Clocher
- Hellering-lès-Fénétrange
- Hertzing
- Hilbesheim
- Hommarting
- Ibigny
- Imling
- Kerprich-aux-Bois
- Langatte
- Languimberg
- Mittersheim
- Moussey
- Niederstinzel
- Oberstinzel
- Postroff
- Réchicourt-le-Château
- Réding
- Rhodes
- Richeval
- Romelfing
- Saint-Georges
- Saint-Jean-de-Bassel
- Sarraltroff
- Sarrebourg
- Schalbach
- Veckersviller
- Vieux-Lixheim